# Кривошеев, Юрий Васильевич
Юрий Васильевич Кривошеев (бел. Юрый Васільевіч Крывашэеў) — белорусский государственный деятель, исполняющий обязанности Государственного секретаря Совета безопасности Республики Беларусь (2006). Генерал-майор (2008).

## Биография
Окончил Высшие курсы КГБ СССР в Минске, работал в органах государственной безопасности.
В 1998 году работал заместителем начальника Управления внешней разведки Комитета государственной безопасности Республики Беларусь.
В 2002 году работал начальником отдела сотрудничества в области международной безопасности Государственного секретариата Совета Безопасности Республики Беларусь.
С 16 июня 2005 года по 29 августа 2008 года был заместителем Государственного секретаря Совета безопасности Республики Беларусь, занимался вопросами международной безопасности.
С 6 января по 20 марта 2006 года был исполняющим обязанности Государственного секретаря Совета Безопасности Республики Беларусь.
22 февраля 2008 года присвоено воинское звание генерал-майора.
После увольнения с военной службы на протяжении многих лет работал начальником главного управления кадровой политики Администрации Президента Республики Беларусь.

## Семья
- Сын — Дмитрий Юрьевич Кривошеев[9].
- Дочь — Ольга Юрьевна Михед
- Супруга — Галина Григорьевна Кривошеева

## Награды
- медаль «За безупречную службу» III степени,
- медаль «За безупречную службу» II степени (1998)[2],
- медаль «За безупречную службу» I степени (2002)[3],
- две почётные грамоты Совета Министров Республики Беларусь (2014)[10], (2019)[11],
- медаль «За трудовые заслуги» (2020)[12].